# Chailly-sur-Armançon
Chailly-sur-Armançon település Franciaországban, Côte-d’Or megyében. Lakosainak száma 276 fő (2022. január 1.). Chailly-sur-Armançon Éguilly, Arconcey, Beurey-Bauguay, Châtellenot, Thoisy-le-Désert, Bellenot-sous-Pouilly, Blancey, Marcilly-Ogny és Mont-Saint-Jean községekkel határos.

## Népesség
A település népességének változása:
| Lakosok száma | 310  | 231  | 193  | 270  | 266  | 252  | 244  | 242  | 253  | 276  |
|               | 1968 | 1982 | 1990 | 2006 | 2013 | 2015 | 2017 | 2019 | 2020 | 2022 |